# Gemma Weekes
Gemma Weekes (East End, 1978) è una scrittrice e poetessa britannica.
Il suo primo romanzo, Love Me, uscito nel 2008 ed edito da Chatto & Windus, è ambientato tra Londra e New York, e ha ricevuto critiche positive da il Guardian (a delight), l'Independent (hits you where you feel it most) e il Daily Telegraph (a wonderfully assured debut). La storia narra di Eden e Zed, che si sono ritrovati dopo dieci anni in cui rifiuto e ripudio hanno avuto la loro parte. Innamorati per un breve periodo a New York, ancora adolescenti, Zed è ora rapper e poeta; Eden invece sogna un futuro da fotografa, ma è ancora impacciata e insicura dei propri mezzi. Non riesce a fare a meno di Zed, ragazzo dagli occhi "color Pepsi" che sembra non ricambiare poiché invaghito di una modella bionda e magra di nome Max. Incoraggiata dalle lettere dell'esuberante zia K, Eden decide di tornare a New York, a un ambiente nuovo, dove però la aspettano delle crudeli verità del passato. Dal 2010 è disponibile anche in italiano, edito dalla Alacrán con traduzione di Seba Pezzani.
Gemma Weekes ha scritto anche delle poesie, pubblicate dalla Penguin Books in New Black Writing in Britain (2000) e dalla Peepal Tree in Red - Contemporary Black British Poetry(2010, con il sostegno dell'Arts Council England), e sono da lei interpretate ovunque nel Regno Unito. La passione per il jazz l'ha portata a collaborare con i musicisti Nitin Sawhney e Lyric L.
Ha una laurea in Inglese e cinema (English and Film Studies) conseguita alla Brunel University di Uxbridge nel 2002. Vive a Londra.
Her most recent work as a musician can be seen on Vimeo in the music video "Sickness."

## Opere
- Love Me, 2008.